# Gilberto Mestrinho
Gilberto Mestrinho de Medeiros Raposo GOMM (Manaus, 23 de fevereiro de 1928 — Manaus, 19 de julho de 2009) foi um político brasileiro filiado ao Partido do Movimento Democrático Brasileiro (PMDB). Pelo Amazonas, foi governador durante três mandatos e senador, além de prefeito da capital Manaus. Por Roraima, foi deputado federal.

## Trajetória política
Filho do casal Thomé de Medeiros Raposo e Balbina Mestrinho de Medeiros Raposo. Industrial e auditor fiscal, foi prefeito de Manaus (1956-1958) durante o governo Plínio Coelho de quem foi Secretário de Economia e Finanças acumulando com o mandato na prefeitura. Filiado ao PTB foi eleito governador do Amazonas em 1958. Durante seu mandato transferiu seu domicílio eleitoral para o Território Federal do Rio Branco e foi eleito deputado federal em 1962 sem que precisasse renunciar ao governo. Sua trajetória política, entretanto, foi interrompida pelo Ato Institucional Número Um que cassou o seu mandato em 9 de abril de 1964 na primeira leva de expurgos ditada  pelos militares. Gilberto Mestrinho passou então a residir no Rio de Janeiro.
Com o fim do bipartidarismo mediante a reforma política aprovada pelo governo João Figueiredo em novembro de 1979, retornou ao meio político com uma breve passagem pelo PTB antes de integrar-se ao PMDB, mudança ocorrida em razão da proibição das coligações partidárias, o que tornou vulnerável sua opção anterior. Em 1982 foi eleito para um segundo mandato de governador do Amazonas no primeiro pleito direto em vinte anos. Sua ação como administrador permitiu a vitória de seu candidato Manoel Ribeiro à prefeitura de Manaus em 1985 e a eleição de Amazonino Mendes como seu sucessor em 1986. Tais fatos, porém, não o livraram de uma derrota em 1988 quando perdeu a prefeitura de Manaus para o então candidato do PSB, Artur Virgílio Neto.
Eleito para o seu terceiro mandato de governador em 1990 cumpriu integralmente seu mandato e em 1998 foi eleito senador pelo Amazonas. Na Câmara Alta do Parlamento foi três vezes consecutivas (1999-2007) presidente da Comissão Mista de Orçamento.
Em 1993, como governador, Mestrinho foi admitido pelo presidente Itamar Franco à Ordem do Mérito Militar no grau de Grande-Oficial especial.
Em sua última tentativa de concorrer a um cargo público lançou-se como candidato a reeleição ao Senado pelo PMDB do Amazonas, partido do qual era presidente estadual, mas ficou apenas em terceiro lugar ao final do pleito.
Foi recentemente homenageado pela Câmara Municipal de Manaus pelos relevantes serviços prestados à cidade de Manaus e ao Estado do Amazonas.
Morreu em 19 de julho de 2009 no Hospital Prontocord onde estava internado havia quinze dias com insuficiência renal crônica. Apesar da doença, Gilberto Mestrinho morreu por complicações cardíacas e a alguns meses, retirou um nódulo maligno do pulmão.